# Alpaida biasii
Alpaida biasii Levi, 1988 è un ragno appartenente alla famiglia Araneidae.

## Etimologia
Il nome della specie è in onore dell'erpetologo ed aracnologo brasiliano Pérsio de Biasi che raccolse gli esemplari il 28 febbraio 1967

## Caratteristiche
L'olotipo femminile rinvenuto ha dimensioni: cefalotorace lungo 1,1 mm, largo 1,0 mm; il primo femore misura 1,2 mm e la patella e la tibia circa 1,3 mm.

## Distribuzione
La specie è stata rinvenuta nel Brasile meridionale: nel territorio del comune di Boracéia, appartenente allo stato di San Paolo.

## Tassonomia
Al 2014 non sono note sottospecie e dal 1988 non sono stati esaminati nuovi esemplari.